# Адалберт фон Зафенберг-Бон-Норвених
Адалберт (II) фон Зафенберг-Бон-Норвених (на немски: Adalbert (II) von Saffenberg-Bonn-Norvenich; † сл. 1149) е граф на Зафенберг, Бон и Норвених в Северен Рейн-Вестфалия.
Той е син на Адолф II фон Зафенберг († 1152), граф в Родгау и Кьолнгау, и съпругата му Маргарета фон Шварценбург († сл. 1134), дъщеря на Енгелберт фон Шварценбург († сл. 1125) и съпругата му фон Мюленарк.
Фамилията Зафенберг е през 11 и 12 век влиятелен благороднически род в Рейнланд. Графовете фон Норвених имат резиденция в замъка Норвених.

## Фамилия
Адалберт фон Зафенберг се жени ок. 1133 г. за Аделхайд фон Куик († сл. 1131), вдовица на Арнолд фон Роде († убит пр. 1131), дъщеря на Хендрик/Хайнрих I ван Куик († 1108) и Алверадис фон Хохщаден († 1131). Те имат децата:
- Адалберт фон Зафенберг, Норвених и Маубах († 21 май 1177), женен за Аделхайд фон Вианден († 1207)
- Алверадис фон Зафенберг († сл. 1203), омъжена за граф Хайнрих III фон Кесел († 5 юли или 6 юли 1189)